# Boeddhisme en vegetarisme
Vegetarisme is in het boeddhisme niet verplicht. In het boeddhisme is het doden van een levend wezen tegen de Vijf Voorschriften waar iedere boeddhist zich aan zou moeten houden. Het eten van vlees of vis is echter niet hetzelfde als het doden van een levend wezen. 

## Theravada
Volgens het theravada (en sommige stromingen in het mahayana) is het eten van vlees een ethisch neutrale actie, die geen slecht karma veroorzaakt. De belangrijkste factor bij karma is intentie, en bij het eten van vlees is er geen intentie om een levend dier te doden. Het werkelijk intentioneel doden van een levend wezen is echter wél een slechte daad, die nare gevolgen brengt in het heden en de toekomst.
Een voorname soetra over het eten van vlees door de Boeddha en zijn monniken in het Pali-canon is de Jivaka Sutta, waarin de Boeddha nadere uitleg geeft aan Dokter Jivaka, die bezorgd is omdat hij heeft gehoord dat mensen dieren slachten om vlees aan de Boeddha te geven. De Boeddha geeft Jivaka uitleg over wat voor vlees toegestaan is voor monniken, en zegt hem dat het slachten van dieren voor monniken op vijf manieren een heel slechte daad is.

## Mahayana
In het mahayana-boeddhisme wordt het eten van vlees over het algemeen als een slecht iets gezien. Veel mahayana-boeddhisten in Tibet eten echter toch vlees omdat er in Tibet niet veel groenten beschikbaar zijn doordat het zo hoog gelegen is en de grond vaak niet geschikt is voor akkerbouw.
In de Lankavatara Sutra, een soetra die lang na het leven van de Boeddha is geschreven, en in het Chinese Chan (later zen) boeddhisme een grote rol speelt, wordt expliciet tegen het eten van vlees geageerd.